# Opsidia gonioides
Opsidia gonioides är en tvåvingeart som beskrevs av Daniel William Coquillett 1895. Opsidia gonioides ingår i släktet Opsidia och familjen köttflugor. Inga underarter finns listade i Catalogue of Life.